# Vuelo 63 de Toa Domestic Airlines
El vuelo 63 de Toa Domestic Airlines, matrícula JA8764, era un NAMC YS-11A-217 en ruta desde el Aeropuerto de Okadama en Sapporo, Japón al Aeropuerto de Hakodate. El 3 de julio de 1971, el avión salió del aeropuerto de Sapporo Okadama en un vuelo programado a las 08:30. Después de llegar al espacio aéreo de Hakodate, el avión estaba descendiendo por debajo de los 1.800 metros cuando se estrelló a las 09:05 en la cara sur de Yokotsudake (montaña Yokotsu). Los 64 pasajeros y cuatro tripulantes a bordo fallecieron en el lugar. Se determinó que la causa del accidente fue un error del piloto provocado por fuertes vientos que desviaron el avión de su rumbo, lo que provocó un vuelo controlado contra el terreno (CFIT).
La Comisión de Investigación de Accidentes Aéreos (AAIC) se formó poco después del accidente.

## Aeronave
El NAMC YS-11-217 llamado Bandai (matrícula JA8764, número de serie 2134) que se estrelló, era una aeronave de última generación que había realizado su primer vuelo el 27 de enero de 1970 y fue entregada a Japan Domestic Airlines (antecesora de Toa Domestic Airlines) el 26 de febrero del mismo año.Este accidente fue el único siniestro con pérdida total y víctimas mortales que sufrió la aerolínea desde su fundación el 15 de mayo de 1971 hasta su fusión con Japan Airlines el 1 de abril de 2004.

## Tripulación y pasajeros
La tripulación de la aeronave accidentada estaba compuesta por un capitán japonés de 49 años, un primer oficial estadounidense y dos auxiliares de vuelo mujeres, sumando un total de 4 personas. El día del accidente era sábado y feriado largo, por lo que el avión estaba completamente lleno con 64 pasajeros —34 hombres y 30 mujeres— incluyendo turistas y personas que regresaban a casa, desde niños de primaria hasta adultos mayores. La mayoría de los pasajeros no residían en Hokkaido.
De ellos, más de la mitad (39 personas) formaban parte de un tour turístico grupal de 4 días y 3 noches dentro de Hokkaido organizado por el Club JAL. Tras visitar varios lugares turísticos como el Lago Toya y Jozankei, el grupo se dirigía a un ryokan (hostal tradicional japonés) en la ciudad de Hakodate, su destino final para hospedarse y hacer turismo, cuando ocurrió el accidente.
Muchos participantes del tour eran parejas o familias que habían tomado vacaciones para viajar, y hubo casos en los que familias completas perdieron la vida. También se encontraban entre las víctimas una pareja de mediana edad que realizaba su primer viaje en avión, regalo de sus hijos, una pareja que viajaba a visitar a las respectivas familias como parte de su compromiso matrimonial, y un oficial de policía que se dirigía a un curso de formación de liderazgo por su ascenso.
Entre los fallecidos se encontraba Tomie Kashiwadani, un entrenador de carreras de caballos de la Japan Racing Association (JRA) con décadas de experiencia y un futuro prometedor, cuyo caballo Rikieikan había ganado el Premio del Emperador (Primavera) en la primavera del año anterior al accidente. Su colega y amigo, el también entrenador Tokachi Nishizuka, que debía viajar con él, llegó tarde ese día al Aeropuerto de Okadama y no logró abordar el vuelo 63, ya que los asientos se habían llenado con pasajeros en lista de espera. Decidió pasar la noche en Sapporo, lo que le salvó la vida.
También falleció el alcalde del entonces pueblo de Minamikayabe (actual ciudad de Hakodate), Akira Yoneda, quien regresaba a casa después de realizar una visita de inspección y presentar peticiones en Sapporo.

## Accidente
El 3 de julio de 1971, el vuelo 63 de Toa Domestic Airlines (predecesora de Japan Air System), un avión YS-11 llamado Bandai (matrícula JA8764), se dirigía desde el Aeropuerto de Okadama (en la ciudad de Sapporo, Hokkaido)hacia el Aeropuerto de Hakodate. La aeronave se había aproximado ya al espacio aéreo cercano a Hakodate, y a las 18:05 se recibió la última comunicación del capitán: “Hakodate Radio, aquí vuelo 63 de Toa Domestic, sobre Hakodate a 6.000 pies (aproximadamente 1.830 metros), informaré en high cone (alta estación)", y "avisaré cuando entremos en aproximación final". Tras ese contacto, se perdió toda comunicación con el avión.
En ese momento, las condiciones climáticas alrededor del aeropuerto eran de fuertes lluvias y viento, apenas cumpliendo con los mínimos requeridos para permitir el aterrizaje. A partir de las 19:40, la Guardia Costera de Japón y las Fuerzas de Autodefensa iniciaron operaciones de búsqueda. Sin embargo, debido al mal tiempo y a que el accidente ocurrió al anochecer, el hallazgo del lugar del siniestro se retrasó. Finalmente, alrededor de las 17:25 del día siguiente, un helicóptero de las Fuerzas de Autodefensa encontró el fuselaje del Bandai en la ladera suroeste del monte Yokotsu, a 17.6 km al norte-noroeste del aeropuerto de Hakodate.
La investigación del accidente determinó que la hora exacta del impacto fue aproximadamente a las 18:10.
En el accidente fallecieron todos los ocupantes del avión: el capitán, el primer oficial, dos auxiliares de vuelo y los 64 pasajeros, sumando un total de 68 víctimas mortales.

## Investigación
El 4 de julio, al día siguiente del accidente, se formó un comité de investigación presidido por Tomijiro Moriya, profesor emérito de la Universidad de Tokio. Sin embargo, como la aeronave no contaba con una grabadora de datos de vuelo (FDR) ni una grabadora de voz en cabina (CVR)no fue posible determinar con certeza la causa exacta del accidente.
En el momento del siniestro, el cielo sobre el aeropuerto estaba cubierto de nubes y las condiciones meteorológicas apenas cumplían con los requisitos mínimos para permitir un aterrizaje. Se presume que los fuertes vientos desviaron considerablemente la trayectoria del avión. La teoría más aceptada fue que la tripulación (un capitán japonés y un copiloto estadounidense) creyó haber sobrevolado la baliza NDB (señal de radio utilizada como referencia para cambiar de rumbo), cuando en realidad aún no la habían alcanzado. Debido a este error, realizaron el viraje antes de tiempo y comenzaron el descenso, impactando con una montaña durante la aproximación.
No obstante, esta teoría también generó controversias. Dado que no había grabaciones de voz ni datos de vuelo, varios expertos y ciudadanos cuestionaron que se concluyera tan rápidamente que se trató de un “error del piloto”. De hecho, muchos testigos en la ciudad de Hakodate afirmaron haber escuchado o visto el avión Bandai sobrevolando el área urbana.Esto sugería que la aeronave sí habría alcanzado el espacio aéreo del aeropuerto.Al compilar los testimonios, surgió una trayectoria que indicaba que el avión había llegado al aeropuerto, luego girado hacia el oeste sobre la ciudad y finalmente se había desviado al norte, hacia la montaña. Sin embargo, esta trayectoria era inusual, contradice las comunicaciones registradas con el control aéreo, y no se ajustaba a la hipótesis del error en la baliza NDB, lo que generó disputas dentro del comité investigador.Finalmente, el comité decidió no incluir estos testimonios en su informe.Esta decisión provocó que Taiji Kaibo, responsable de los testimonios en el comité, renunciara en protesta antes de la publicación del informe.
Otras hipótesis sugieren que el accidente pudo deberse a una lectura errónea del mapa de navegación, ya que la carta aérea de Hakodate no estaba orientada con el norte hacia arriba como es habitual. Otra teoría plantea que el capitán sufrió algún problema imprevisto,y que el copiloto, que acababa de llegar a Japón, no estaba familiarizado con el área aérea de Hakodate, lo cual contribuyó al accidente.
El capitán del vuelo era un veterano procedente de las Fuerzas de Autodefensa de Japón, con múltiples certificaciones de instrucción en diferentes tipos de aeronaves, incluido el YS-11. Sin embargo, en el día del accidente, quien realmente estaba pilotando era el copiloto estadounidense, que se encontraba en entrenamiento para ascender a capitán, mientras el capitán actuaba como instructor desde el asiento del copiloto. Aunque el copiloto acumulaba 11.725 horas de vuelo, la gran mayoría correspondía a su servicio en la Marina de Estados Unidos, y sólo tenía 158 horas de experiencia con el YS-11. Además, no tenía experiencia previa aterrizando en el aeropuerto de Hakodate.
El 18 de diciembre de 1972, el comité investigador publicó su informe final. En él se concluyó que el piloto probablemente confundió la posición del avión, descendió durante el viraje sin haber alcanzado la posición esperada, y se desvió aún más hacia el oeste. También se mencionó que los fuertes vientos del suroeste pudieron haber desplazado significativamente al avión fuera de curso.
El avión fue dado de baja oficialmente el 17 de agosto de 1971, convirtiéndose en la aeronave con la vida útil más corta en la historia de la compañía.